# Ciencia y tecnología en Uruguay
La ciencia y la tecnología en Uruguay se refiere al conjunto de políticas y programas orientados a la investigación, desarrollo e innovación (I+D+i) en la República Oriental del Uruguay, así como las infraestructuras e instalaciones científicas y tecnológicas. Esto abarca las acciones llevadas adelante por el Estado, las universidades e institutos nacionales, las empresas, y otros organismos y asociaciones nacionales e internacionales.
El presupuesto destinado por el país para investigación y desarrollo es inferior al 0,4% del PIB. El director de la Academia Nacional de Ciencias del Uruguay (Anciu) criticó la política científica del país diciendo que «las políticas científicas se definen donde está la plata y sobre la base de aquellos que con esos fondos tienen sus metodologías para distribuirlas».
Según el Índice mundial de innovación, a cargo de la Organización Mundial de la Propiedad Intelectual, en 2024, Uruguay se ubicó en lugar 62 en innovación entre 133 países del mundo; mientras que en 2023 ocupó el lugar 63 y el lugar 64 en 2022.

## Historia

### sigloXIX
La primera universidad del país fue la Universidad de la República (Udelar) fundada en 1849, siendo sus primeras facultades las de Jurisprudencia, Ciencias Naturales, Medicina y Teología. En la etapa 1885-1908, se produce un cambio en la organización de las facultades y se crea la Facultad de Matemáticas, donde se enseña arquitectura, agrimensura e ingeniería. Las primeras investigaciones científicas comienzan en 1893 con la apertura del "Instituto de Higiene Experimental", el primero de su naturaleza en América Latina.

### sigloXX
En 1927 se crea el Instituto de Investigaciones Biológicas Clemente Estable (IIBCE) que se dedica a la investigación en ciencias de la vida. Posteriormente consiguió un edificio más grande, donde funciona actualmente, junto con un equipamiento tecnológico de avanzada con apoyo de la Fundación Rockefeller.
En 1958 se consagra la autonomía y el cogobierno universitario mediante la ley orgánica de la Universidad de la República.
En 1961 se crea el Consejo Nacional de Innovación, Ciencia y Tecnología (CONICYT).
En 1965 se crea el Laboratorio de Análisis y Ensayos, luego renombrado como Laboratorio Tecnológico del Uruguay (LATU), con el objetivo de impulsar la innovación y transferencia en servicios analíticos, metrológicos y tecnológicos. 
En octubre de 1986 mediante un convenio entre el Ministerio de Educación y la Udelar se crea el Programa de Desarrollo de las Ciencias Básicas (PEDEClBA) que desde 1995 es un programa permanente en el presupuesto del estado nacional. Algunos de sus objetivos son la repatriación de científicos y la organización posgrados en ciencias. 

### sigloXXI

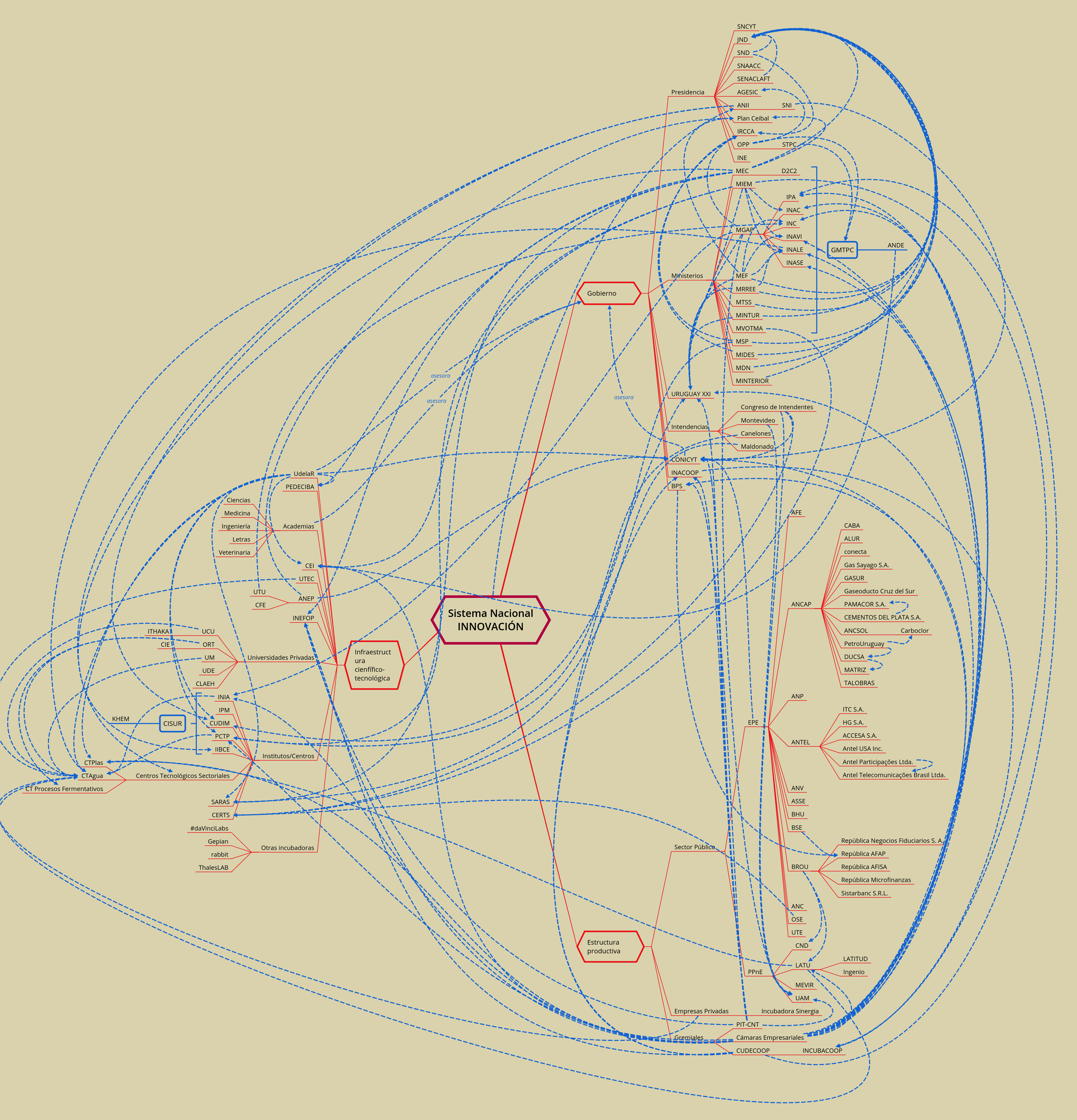
Mapa de actores del sistema de ciencia, tecnología e innovación de Uruguay

En diciembre de 2006 el gobierno de Tabaré Vazquez impulsa la ley N°18.084, que define el reglamento que rige al CONICYT y crea su brazo ejecutor la Agencia Nacional de Investigación e Innovación (ANII). También se crea el gabinete de la Innovación que reunía a los ministerios involucrados en el tema para marcar la política científica.
La Secretaría Nacional de Ciencia y Tecnología (SNCYT) fue creada en 2015 y su primer titular fue Eduardo Manta, quien fue designado el 19 de marzo de 2018. La SNCYT reemplazó al gabinete de la innovación que no tuvo éxito en coordinar y planificar las políticas de ciencia. 
En el 2017 Rafael Radi, expresidente de la Academia de Ciencias del Uruguay, decía que «el sistema creció y se llegó a un techo donde es muy difícil desarrollar proyectos más ambiciosos y a más largo plazo, porque las ideas van mucho más allá de lo que las infraestructuras y las financiaciones nos dan». Manta propuso en 2019 que el sistema político uruguayo, debería acordar seis o siete puntos generales y establecerlos en el programa de todos los partidos políticos en Uruguay, como un conjunto de grandes paquetes científico-tecnológicos nacionales a largo plazo.

## Planes estratégicos
En 2010 el CONICYT publica el Plan Estratégico Nacional de Ciencia, Tecnología e Innovación (PENCTI) donde se propone que el conocimiento se constituya en "un motor principal del desarrollo económico sustentable y social del país".
En diciembre de 2016 se creó el Sistema Nacional de Transformación Productiva y Competitividad (más conocido como Transforma Uruguay), con la finalidad de promover el desarrollo económico productivo e innovador, con sustentabilidad, equidad social y equilibrio ambiental y territorial. Entre los objetivos de este programa está el de impulsar "un proceso de transformación productiva orientado a la  expansión  de  actividades  innovadoras  con  mayores  niveles  de valor agregado y contenido tecnológico nacionales".